# Vilhelm Carlberg
Gustaf Vilhelm Carlberg (Karlskrona, 5 aprile 1880 – Stoccolma, 1º ottobre 1970) è stato un tiratore a segno svedese Era il fratello gemello del tiratore a segno, schermidore e pentatleta Eric Carlberg.

## Palmarès

### Olimpiadi
- 7 medaglie:
  - 3 ori (Stoccolma 1912 nella pistola militare 30 metri a squadre; Stoccolma 1912 nella carabina piccola bersaglio a scomparsa individuale; Stoccolma 1912 nella carabina piccola bersaglio a scomparsa a squadre)
  - 4 argenti (Londra 1908 nella carabina piccola a squadre; Stoccolma 1912 nella carabina piccola a squadre; Stoccolma 1912 nella pistola militare 50 metri a squadre; Parigi 1924 nella pistola libera individuale)